# Hal Linden

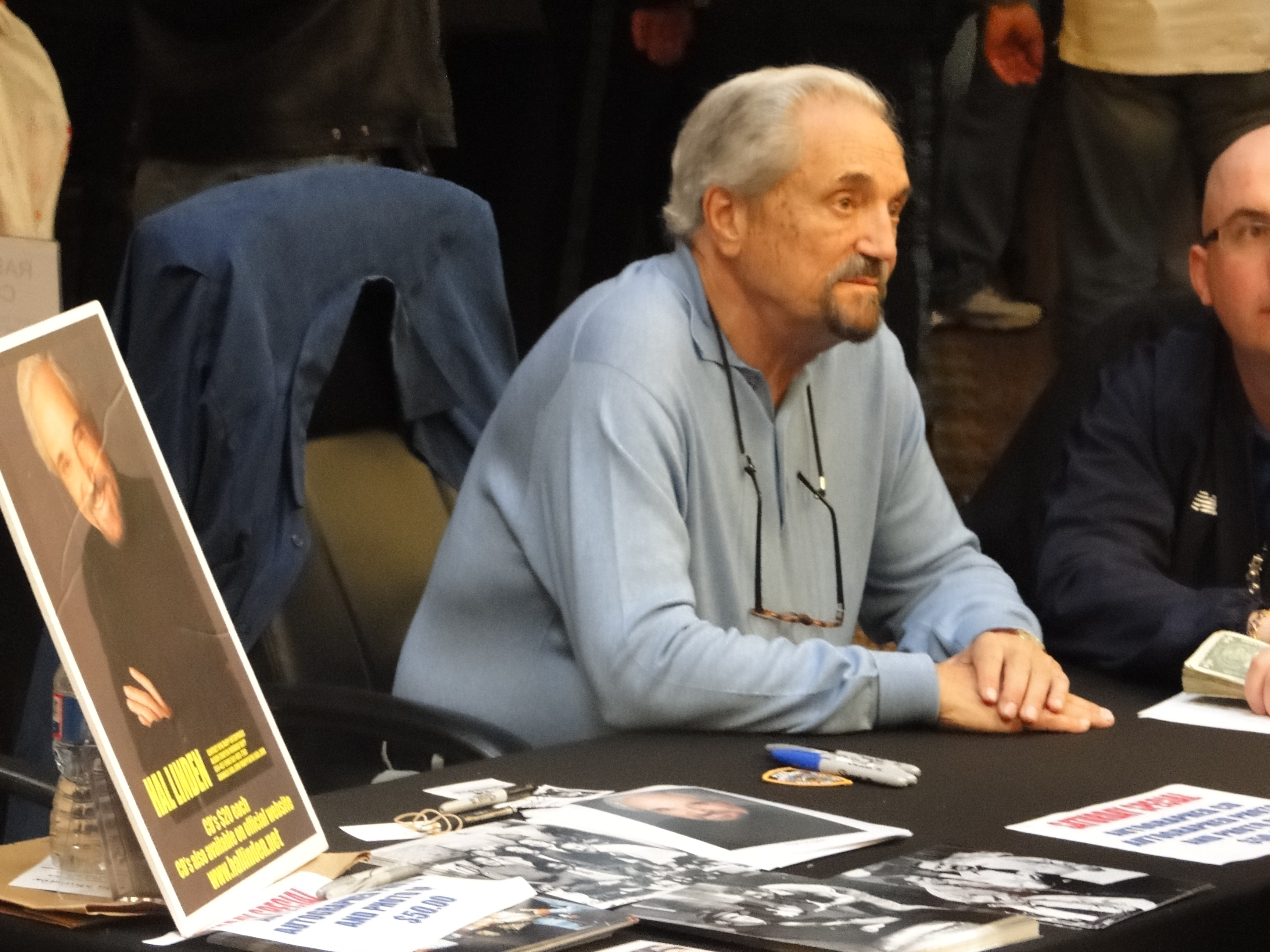
Hal Linden (2011)

Hal Linden (eigentlich Harold Lipshitz; * 20. März 1931 in New York City, New York) ist ein US-amerikanischer Schauspieler, der insbesondere als Hauptdarsteller der Krimiserie Barney Miller (1975–1982) bekannt wurde.

## Leben
Hal Linden wurde als Harold Lipshitz in New York City als Sohn von Frances Rosen und Charles Lipshitz geboren. Er studierte an der Manhattan School of Performing Arts und arbeitete anschließend als Klarinettist und Sänger. Bei einem Stopp an einer Tankstelle in Linden, New Jersey, legte er sich den Bühnennamen Hal Linden zu. Anschließend leistete er seinen Wehrdienst bei der United States Army, wo sein Interesse für die Schauspielerei begann. Nach seiner Entlassung begann er im New Yorker American Theatre Wing mit seiner Schauspielausbildung. Er konnte sich als Theaterschauspieler etablieren und wurde 1971 für seine Darstellung in dem Musical The Rothschilds mit einem Tony Award als bester Hauptdarsteller in einem Musical ausgezeichnet.
Seine bekannteste Rolle erhielt er 1975: Für die Serie Barney Miller wurde er für die Hauptrolle des Captain Barney Miller gecastet, die er von 1975 bis 1982 in 171 Folgen spielte. Für seine Darstellung wurde er von 1976 bis 1978 und 1981 jeweils für einen Golden Globe Award als bester Serien-Hauptdarsteller – Komödie oder Musical nominiert. Außerdem war er siebenmal in Folge von 1976 bis 1982 für den Emmy nominiert. Auch im Alter von über 90 Jahren ist Linden gegenwärtig noch als Schauspieler aktiv, beispielsweise 2023 im Film You People.
Während seiner Theaterzeit in New York lernte er 1955 die Tänzerin Francis Martin kennen, die er am 13. April 1958 heiratete. Beide haben vier gemeinsame Kinder und blieben bis zu Martins Tod 2010 verheiratet.

## Filmografie (Auswahl)

### Filme
- 1960: Anruf genügt – komme ins Haus (Bells Are Ringing)
- 1979: When You Comin’ Back, Red Ryder?
- 1983: Starflight One – Irrflug ins Weltall (Starflight: The Plane That Couldn’t Land, Fernsehfilm)
- 1983: Die dritte Liebe (The Other Woman, Fernsehfilm)
- 1985: Die Errol-Flynn-Legende (My Wicked, Wicked Ways: The Legend of Errol Flynn, Fernsehfilm)
- 1989: Den Träumen keine Chance (Dream Breakers, Fernsehfilm)
- 1995: The Colony – Umzug ins Verderben (The Colony, Fernsehfilm)
- 1996: Rebecca – Liebe ist nicht angesagt (Just Friends)
- 1997: Tango gefällig? (Out to Sea)
- 1997: Teen-Spirit 2000 (The Others)
- 1999: Rockford: Nur Blut verkauft sich gut (The Rockford Files: If It Bleeds… It Leads, Fernsehfilm)
- 2002: The Glow – Der Schein trügt (The Glow, Fernsehfilm)
- 2016: Stevie D.
- 2018: The Samuel Project
- 2019: Grand-Daddy Day Care
- 2023: You People

### Serie
- 1957: Producers’ Showcase (Folge 3x05)
- 1963: Wagen 54, bitte melden (Car 54, Where Are You?, Folge 2x26)
- 1973: FBI (The F.B.I., Folge 9x02)
- 1975–1982: Barney Miller (171 Folgen)
- 1980: Muppet Show (The Muppet Show, Folge 5x17)
- 1990: Bradburys Gruselkabinett (The Ray Bradbury Theater, Folge 4x01)
- 1991: Golden Girls (The Golden Girls, Folge 6x22)
- 1992–1993: Jack’s Place (18 Folgen)
- 1994–1995: Keiner kriegt die Kurve (The Boys Are Back, 18 Folgen)
- 1996: Nowhere Man – Ohne Identität! (Nowhere Man, Folge 1x25)
- 1996, 2001: Ein Hauch von Himmel (Touched By An Angel, 2 Folgen)
- 1999: Die Nanny (The Nanny, Folge 6x14)
- 1999: Drew Carey Show (The Drew Carey Show, Folge 4x27)
- 2002: Gilmore Girls (Folge 2x16)
- 2003: Criminal Intent – Verbrechen im Visier (Law & Order: Criminal Intent, Folge 2x12)
- 2004: Will & Grace (Folge 6x12)
- 2005: Huff – Reif für die Couch (Huff, Folge 1x11)
- 2005: King of Queens (The King of Queens, Folge 7x20)
- 2006–2007: Reich und Schön (The Bold And The Beautiful, 6 Folgen)
- 2010: Hot in Cleveland (Folge 1x06)
- 2012: NTSF:SD:SUV:: (Folge 2x11)
- 2013: The Mindy Project (Folge 1x10)
- 2013: Supernatural (Folge 3x18)
- 2013: 2 Broke Girls (Folge 3x22)
- 2016: Royal Pains (Folge 8x05)
- 2016: American Housewife (Folge 1x09)
- 2018: Law & Order: Special Victims Unit (Folge 19x22)
- 2019: Grey’s Anatomy (Folge 16x03)
- 2024: Hacks (Folge 3x09)